# Ulteriori riconoscimenti di Taylor Swift
Questa è una lista degli ulteriori riconoscimenti ricevuti da Taylor Swift.

## Riconoscimenti diBillboard
- 2019 – 8ª posizione nella lista "Greatest of All Time Artists"[1]
- 2018 – 24ª posizione nella lista "The Hot 100’s Top Artists of All Time"[2]
- 2019 – 21ª posizione nella lista "Greatest of All Time Hot 100 Artists"[3]
- 2015 – 8ª posizione nella lista "Greatest of All Time Billboard 200 Artists"[4]
- 2017 – 2ª posizione nella lista "Greatest of All Time Billboard 200 Women Artists"[5]
- 2017 – 7ª posizione nella lista "Greatest of All Time Pop Songs Artists"[6]
- 2016 – 37ª posizione nella lista "Greatest of All Time Top Country Artists"[7]
- 2008 – Menzione onorevole nella lista "The Greatest Pop Stars By Year"[8]
- 2009 – Menzione onorevole nella lista "The Greatest Pop Stars By Year"
- 2012 – Menzione onorevole nella lista "The Greatest Pop Stars By Year"
- 2015 – 1ª posizione nella lista "The Greatest Pop Stars By Year"
- 2017 – Menzione onorevole nella lista "The Greatest Pop Stars By Year"
- 2020 – Menzione onorevole nella lista "The Greatest Pop Stars By Year"
- 2021 – 1ª posizione nella lista "The Greatest Pop Stars By Year"[9]
- 2022 – 3ª posizione nella lista "The Greatest Pop Stars By Year"[10]
- 2023 – 1ª posizione nella lista "The Greatest Pop Stars By Year"[11]
- 2009 – 16ª posizione nella lista "Music's Top Money Makers"[12]
- 2010 – 21ª posizione nella lista "Music's Top Money Makers"[13]
- 2011 – 6ª posizione nella lista "Music's Top Money Makers"[14]
- 2012 – 1ª posizione nella lista "Music's Top Money Makers"[15]
- 2013 – 15ª posizione nella lista "Music's Top Money Makers"[16]
- 2014 – 1ª posizione nella lista "Music's Top Money Makers (2014)"[17]
- 2016 – 1ª posizione nella lista "Music's Top Money Makers of 2015"[18]
- 2018 – 48ª posizione nella lista "Music's Top Money Makers of 2018"[19]
- 2020 – 2ª posizione nella lista "Music's Top Money Makers"
- 2021 – 1ª posizione nella lista "Music's Top Money Makers"
- 2015 – 34ª posizione nella lista "Greatest of All Time Hot 100 Artists"[20]
- 2018 – 24ª posizione nella lista "Greatest of All Time Hot 100 Artists"[21]
- 2020 – 29ª posizione nella lista "The 100 Greatest Music Video Artists of All Time"[22]
- 2021 – 58ª posizione nella lista "Greatest of All Time Holiday 100 Songs" per Last Christmas[23]
- 2021 – 50ª posizione nella lista "Greatest of All Time Top Holiday Albums" per The Taylor Swift Holiday Collection[24]
- 2021 – 21ª posizione nella lista "Greatest of All Time Hot 100 Artists"[25]
- 2022 – 1ª posizione nella lista "Top 50 Breakup Songs of All Time" per All Too Well
- 2023 – 42ª posizione nella lista "The 500 Best Pop Songs" per You Belong With Me[26]
- 2023 – 161ª posizione nella lista "The 500 Best Pop Songs" per Blank Space
- 2023 – 364ª posizione nella lista "The 500 Best Pop Songs" per Anti-Hero
- 2023 – 14ª posizione nella lista "The 23 Best VMAs Performances of All Time: Critics’ Picks" per You Belong With Me (2009)[27]
- 2024 – 1ª posizione nella lista "Power 100"[28]
- 2024 – 1ª posizione nella lista "75 Best Breakup Songs of All Time" per All Too Well (10 Minute Version)[29]
- 2024 – 74ª posizione nella lista "75 Best Breakup Songs of All Time" per We Are Never Ever Getting Back Together
- 2024 – 5ª posizione nella lista "The 30 Best Birthday Songs" per 22[30]
- 2012 – 6ª posizione nella lista "The 20 Best Songs of 2012" per Begin Again[31]
- 2014 – 9ª posizione nella lista "The 10 Best Songs of 2014" per Blank Space[32]
- 2016 – 17ª posizione nella lista "The 100 Best Songs of 2016" per This Is What You Came For (di Calvin Harris)[33]
- 2017 – 23ª posizione nella lista "The 100 Best Songs of 2017" per Gorgeous[34]
- 2017 – 57ª posizione nella lista "The 100 Best Songs of 2017" per Better Man (dei Little Big Town)
- 2017 – 61ª posizione nella lista "The 100 Best Songs of 2017" per Getaway Car
- 2018 – 35ª posizione nella lista "The 100 Best Songs of 2018" per Delicate[35]
- 2019 – 10ª posizione nella lista "The 100 Best Songs of 2019" per Cruel Summer[36]
- 2019 – 21ª posizione nella lista "The 100 Best Songs of 2019" per Lover
- 2020 – 11ª posizione nella lista "The 100 Best Songs of 2020" per Cardigan[37]
- 2020 – 39ª posizione nella lista "The 100 Best Songs of 2020" per The Last Great American Dynasty
- 2021 – 46ª posizione nella lista "The 50 Best Songs of 2021 So Far" per Mr. Perfectly Fine[38]
- 2021 – 5ª posizione nella lista "The 100 Best Songs of 2021" per All Too Well (10 Minute Version)[39]
- 2022 – 5ª posizione nella lista "The 100 Best Songs of 2022" per Anti-Hero[40]
- 2022 – 69ª posizione nella lista "The 100 Best Songs of 2022" per Lavender Haze
- 2023 – 48ª posizione nella lista "The 50 Best Songs of 2023 So Far" per Hits Different[41]
- 2023 – 33ª posizione nella lista "The 100 Best Songs of 2023" per Is It Over Now?[42]
- 2023 – 54ª posizione nella lista "The 100 Best Songs of 2023" per Karma (ft. Ice Spice)
- 2023 – 52ª posizione nella lista "The 100 Best Christmas Songs of All Time" per Christmases When You Were Mine[43]
- 2018 – 13ª posizione nella lista "The 100 Greatest Music Videos of the 21st Century" per Blank Space[44]
- 2018 – 52ª posizione nella lista "The 100 Greatest Music Videos of the 21st Century" per You Belong With Me
- 2019 – 22ª posizione nella lista "The 100 Greatest Music Videos of the 2010s" per Blank Space[45]
- 2022 – 50ª posizione nella lista "The 100 Best Album Covers of All Time" per 1989[46]
- 2024 – 2ª posizione nella lista "Every Artist With 100 or More Billboard Hot 100 Chart Hits"[47]
- 2015 – 4ª posizione nella lista "The 10 Defining Artists of the 2010s (So Far)"[48]
- 2022 – Inclusa nella lista "Best Red Carpet Looks and Outfits From 2022 VMAs"[49]
- 2021 – 166ª posizione nella lista "Greatest of All Time Songs of the Summer" per Bad Blood (ft. Kendrick Lamar)[50]
- 2021 – 302ª posizione nella lista "Greatest of All Time Songs of the Summer" per You Belong With Me
- 2022 – Inclusa nella lista "The 26 Best Winter Songs for the Season" per 'Tis The Damn Season[51]
- 2021 – 25ª posizione nella lista "The 50 Best Albums of 2021" per Red (Taylor's Version)[52]
- 2021 – 38ª posizione nella lista "The 100 Greatest Car Songs of All Time" per *Getaway Car*[53]
- 2021 – 66ª posizione nella lista "The 100 Greatest Song Bridges of the 21st Century" per *Wildest Dreams*[54]
- 2021 – 11ª posizione nella lista "The 100 Greatest Song Bridges of the 21st Century" per Cruel Summer
- 2020 – 17ª posizione nella lista "The 25 Best Musical TikTok Trends of 2020" per Love Story (Disco Lines Remix)[55]
- 2020 – Inclusa nella lista "The 25 Best Pop Albums of 2020" per Folklore[56]
- 2020 – Inclusa nella lista "The 30 Best Pop Songs of 2020" per Cardigan[57]
- 2020 – 1ª posizione nella lista "The 50 Best Albums of 2020" per Folklore[58]
- 2019 – 3ª posizione nella lista "The 50 Best Albums of 2019" per Lover[59]
- 2019 – 51ª posizione nella lista "The 100 Greatest Albums of the 2010s" per Speak Now[60]
- 2019 – 19ª posizione nella lista "The 100 Greatest Albums of the 2010s" per 1989
- 2019 – 4ª posizione nella lista "The 100 Greatest Albums of the 2010s" per Red
- 2019 – Inclusa nella lista "The 20 Best Music Videos of 2019 (So Far)" per You Need To Calm Down[61]
- 2019 – 45ª posizione nella lista "The 50 Best Songs of 2019 (So Far)" per ME![62]
- 2017 – 6ª posizione nella lista "Billboard’s 50 Best Albums of 2017" per Reputation[63]
- 2017 – 2ª posizione nella lista "The 20 Best Deep Cuts by 21st Century Country Stars" per *Hey Stephen*
- 2014 – 49ª posizione nella lista "Top 70 Country Songs 1989-2014" per *Our Song*[64]
- 2014 – 5ª posizione nella lista "Top 70 Country Songs 1989-2014" per *We Are Never Ever Getting Back Together*
- 2013 – 7ª posizione nella lista "10 Best Country Singles of 2013" per *Highway Don't Care*[65]
- 2013 – 7ª posizione nella lista "Top 25 Tours of 2013"[66]
- 2013 – 4ª posizione nella lista "The 10 Most GIF-Worthy Moments: Billboard Music Awards 2013" per *Taylor Swift Performing '22' with The Jabbawockeez*[67]
- 2013 – 8ª posizione nella lista "The 10 Most GIF-Worthy Moments: Billboard Music Awards 2013" per *Taylor Swift Gives Selena Gomez and Justin Bieber the Yuck Tongue*
- 2014 – 12ª posizione nella lista "Top 21 Songs By Under-21 Musicians (From the Last 21 Years)" per *You Belong With Me*[68]
- 2014 – 17ª posizione nella lista "Top 21 Songs By Under-21 Musicians (From the Last 21 Years)" per *Love Story*
- 2024 – 14ª posizione nella lista "The 50 Best Songs of 2024 (So Far)" per Fortnight[69]

### Year-End Artists Charts
- Lista "Billboard Global 200 Year-End Artists"[70]
  - 2021 – 21ª posizione
  - 2022 – 5ª posizione
  - 2023 – 1ª posizione
- Lista "Billboard Year-End Top Artists"
  - 2007 – 31ª posizione[71]
  - 2008 – 5ª posizione[72]
  - 2009 – 1ª posizione[73]
  - 2010 – 2ª posizione[74]
  - 2011 – 8ª posizione[75]
  - 2012 – 3ª posizione[76]
  - 2013 – 2ª posizione[77]
  - 2014 – 4ª posizione[78]
  - 2015 – 1ª posizione[79]
  - 2016 – 16ª posizione[80]
  - 2017 – 25ª posizione[81]
  - 2018 – 4ª posizione[82]
  - 2019 – 8ª posizione[83]
  - 2020 – 9ª posizione[84]
  - 2021 – 4ª posizione[85]
  - 2022 – 2ª posizione[86]
  - 2023 – 1ª posizione[87]
- Lista "Billboard Year-End Hot 100 Songwriters"[88]
  - 2011 – 3ª posizione
  - 2012 – 8ª posizione
  - 2013 – 9ª posizione
  - 2015 – 4ª posizione
  - 2016 – 16ª posizione
  - 2017 – 11ª posizione
  - 2019 – 9ª posizione
  - 2020 – 11ª posizione
  - 2021 – 12ª posizione
  - 2022 – 2ª posizione
  - 2023 – 1ª posizione

### Year-End Albums Charts
- Lista "Billboard 200 Year-End Albums of 2021"[89]
  - 4ª posizione per Evermore
  - 12ª posizione per Folklore
  - 33ª posizione per Fearless (Taylor's Version)
  - 61ª posizione per Lover
  - 88ª posizione per 1989
  - 170ª posizione per Reputation
- Lista "Billboard 200 Year-End Albums of 2022"
  - 4ª posizione per Midnights
  - 5ª posizione per Red (Taylor's Version)
  - 41ª posizione per Folklore
  - 49ª posizione per Lover
  - 68ª posizione per Evermore
  - 75ª posizione per 1989
  - 108ª posizione per Reputation
  - 126ª posizione per Fearless (Taylor's Version)
- Lista "Billboard 200 Year-End Albums of 2023"
  - 2ª posizione per Midnights
  - 9ª posizione per Lover
  - 11ª posizione per Speak Now (Taylor's Version)
  - 12ª posizione per Folklore
  - 16ª posizione per 1989
  - 17ª posizione per Red (Taylor's Version)
  - 21ª posizione per Reputation
  - 29ª posizione per Evermore
  - 43ª posizione per Fearless (Taylor's Version)
  - 115ª posizione per Speak Now

### Year-End Songs Charts
- Lista "Billboard Hot 100 Year-End Songs of 2007"[90]
  - 89ª posizione per Teardrops on My Guitar
- Lista "Billboard Hot 100 Year-End Songs of 2008"
  - 41ª posizione per Our Song
  - 48ª posizione per Teardrops on My Guitar
  - 81ª posizione per Love Story
- Lista "Billboard Hot 100 Year-End Songs of 2009"
  - 5ª posizione per Love Story
  - 11ª posizione per You Belong With Me
  - 76ª posizione per White Horse
- Lista "Billboard Hot 100 Year-End Songs of 2010"
  - 46ª posizione per Mine
  - 57ª posizione per You Belong With Me
  - 72ª posizione per Two Is Better Than One (con Boys Like Girls)
  - 84ª posizione per Today Was a Fairytale
- Lista "Billboard Hot 100 Year-End Songs of 2011"
  - 74ª posizione per Back to December
- Lista "Billboard Hot 100 Year-End Songs of 2012"
  - 33ª posizione per We Are Never Ever Getting Back Together
- Lista "Billboard Hot 100 Year-End Songs of 2013"
  - 16ª posizione per I Knew You Were Trouble
  - 71ª posizione per 22
  - 77ª posizione per Highway Don't Care (con Tim McGraw ft. Keith Urban)
- Lista "Billboard Hot 100 Year-End Songs of 2014"
  - 13ª posizione per Shake It Off
- Lista "Billboard Hot 100 Year-End Songs of 2015"
  - 7ª posizione per Blank Space
  - 15ª posizione per Bad Blood (ft. Kendrick Lamar)
  - 18ª posizione per Shake It Off
  - 29ª posizione per Style
  - 57ª posizione per Wildest Dreams
- Lista "Billboard Hot 100 Year-End Songs of 2016"
  - 79ª posizione per Wildest Dreams
- Lista "Billboard Hot 100 Year-End Songs of 2017"
  - 26ª posizione per I Don't Wanna Live Forever (con Zayn)
  - 39ª posizione per Look What You Made Me Do
- Lista "Billboard Hot 100 Year-End Songs of 2018"
  - 24ª posizione per Delicate
- Lista "Billboard Hot 100 Year-End Songs of 2019"
  - 39ª posizione per You Need To Calm Down
  - 43ª posizione per Me!
- Lista "Billboard Hot 100 Year-End Songs of 2021"
  - 55ª posizione per Willow
- Lista "Billboard Hot 100 Year-End Songs of 2022"
  - 76ª posizione per All Too Well (Taylor's Version)
- Lista "Billboard Hot 100 Year-End Songs of 2023"
  - 4ª posizione per Anti-Hero
  - 18ª posizione per Cruel Summer
  - 27ª posizione per Karma (ft. Ice Spice)
  - 32ª posizione per Lavender Haze

### Decade-End Charts
- 2009 – 38ª posizione nella lista "Artists Of The Decade"[91]
- 2019 – 2ª posizione nella lista "Decade-End Top Artists of 2010s"[92]
- 2019 – 34ª posizione nella lista "Billboard Hot 100 Decade-End Songs of 2010s" per Shake It Off[93]
- 2019 – 65ª posizione nella lista "Billboard Hot 100 Decade-End Songs of 2010s" per Blank Space
- 2019 – 2ª posizione nella lista "Billboard 200 Decade-End Albums of 2010s" per 1989[94]
- 2019 – 32ª posizione nella lista "Billboard 200 Decade-End Albums of 2010s" per Red
- 2019 – 50ª posizione nella lista "Billboard 200 Decade-End Albums of 2010s" per Speak Now
- 2019 – 62ª posizione nella lista "Billboard 200 Decade-End Albums of 2010s" per Reputation
- 2019 – 98ª posizione nella lista "Billboard 200 Decade-End Albums of 2010s" per Fearless
- 2019 – 2ª posizione nella lista "Decade-End Top Touring Artists of 2010s"[95]

## Riconoscimenti diConsequence
- 2012 – 40ª posizione nella lista "Top 50 Songs of 2012" per We Are Never Ever Getting Back Together[96]
- 2014 – 8ª posizione nella lista "Top 50 Songs of 2014" per Shake It Off[97]
- 2019 – 24ª posizione nella lista "Top 100 Albums of the 2010s" per 1989[98]
- 2019 – 38ª posizione nella lista "Top 100 Songs of the 2010s" per Shake It Off[99]
- 2020 – 27ª posizione nella lista "Top 50 Albums of 2020" per Folklore[100]
- 2021 – 40ª posizione nella lista "Top 50 Songs of 2021" per All Too Well (10 Minute Version)[101]
- 2021 – 31ª posizione nella lista "Top 50 Albums of 2021" per Red (Taylor’s Version)[102]
- 2022 – 39ª posizione nella lista "The 100 Greatest Albums of All Time" per 1989[103]
- 2022 – 5ª posizione nella lista "Top 75 Albums of the Last 15 Years" per 1989[104]
- 2022 – Inclusa nella lista "What Were We Thinking? 15 Times We Were Wrong" per Giving Taylor Swift’s reputation a D+ and Screwing Up the Metacritic Score[105]
- 2022 – 23ª posizione nella lista "Top 50 Songs of 2022" per Anti-Hero[106]
- 2022 – 28ª posizione nella lista "Top 50 Albums of 2022" per Midnights[107]
- 2023 – Inclusa nella lista "The 15 Best Live Shows of 2023" per The Eras Tour[108]
- 2023 – 1ª posizione nella lista "Artist of the Year"[109]
- 2023 – 104ª posizione nella lista "The 200 Best Songs of 2023" per Is It Over Now?[110]

## Riconoscimenti diForbes
- 2011 – Inclusa nella lista "30 Under 30"[111]
- 2012 – Inclusa nella lista "30 Under 30"[112]
- 2013 – Inclusa nella lista "30 Under 30"
- 2014 – Inclusa nella lista "30 Under 30"[113]
- 2009 – 69ª posizione nella lista "Celebrity 100 (The World's Most Powerful Celebrities)"[114]
- 2010 – 12ª posizione nella lista "Celebrity 100 (The World's Most Powerful Celebrities)"[115]
- 2011 – Inclusa nella lista "Celebrity 100 (The World's Most Powerful Celebrities)"
- 2012 – Inclusa nella lista "Celebrity 100 (The World's Most Powerful Celebrities)"
- 2013 – Inclusa nella lista "Celebrity 100 (The World's Most Powerful Celebrities)"
- 2014 – Inclusa nella lista "Celebrity 100 (The World's Most Powerful Celebrities)"
- 2015 – Inclusa nella lista "Celebrity 100 (The World's Highest-Paid Celebrities)"
- 2016 – Inclusa nella lista "Celebrity 100 (The World's Highest-Paid Celebrities)"
- 2017 – Inclusa nella lista "Celebrity 100 (The World's Highest-Paid Celebrities)"
- 2018 – Inclusa nella lista "Celebrity 100 (The World's Highest-Paid Celebrities)"
- 2019 – 1ª posizione nella lista "Celebrity 100 (The World's Highest-Paid Celebrities)"[116]
- 2020 – 25ª posizione nella lista "Celebrity 100 (The World's Highest-Paid Celebrities)"[117]
- 2011 – Inclusa nella lista "World's Highest-Paid Women in Music"[118]
- 2012 – Inclusa nella lista "World's Highest-Paid Women in Music"
- 2013 – Inclusa nella lista "World's Highest-Paid Women in Music"
- 2014 – Inclusa nella lista "World's Highest-Paid Women in Music"
- 2015 – Inclusa nella lista "World's Highest-Paid Women in Music"
- 2016 – 1ª posizione nella lista "World's Highest-Paid Women in Music"[119]
- 2017 – 3ª posizione nella lista "World's Highest-Paid Women in Music"[120]
- 2018 – 2ª posizione nella lista "World's Highest-Paid Women in Music"[120]
- 2019 – 1ª posizione nella lista "World's Highest-Paid Women in Music"[121]
- 2020 – 25ª posizione nella lista "Celebrity 100 (The World's Highest-Paid Celebrities)"[117]
- 2011 – Inclusa nella lista "World's Highest-Paid Women in Music"[118]
- 2012 – Inclusa nella lista "World's Highest-Paid Women in Music"
- 2013 – Inclusa nella lista "World's Highest-Paid Women in Music"
- 2014 – Inclusa nella lista "World's Highest-Paid Women in Music"
- 2015 – Inclusa nella lista "World's Highest-Paid Women in Music"
- 2016 – 1ª posizione nella lista "World's Highest-Paid Women in Music"[119]
- 2017 – 3ª posizione nella lista "World's Highest-Paid Women in Music"[120]
- 2018 – 2ª posizione nella lista "World's Highest-Paid Women in Music"[120]
- 2019 – 1ª posizione nella lista "World's Highest-Paid Women in Music"
- 2020 – Inclusa nella lista "World's Highest-Paid Women in Music"
- 2015 – 64ª posizione nella lista "Most Powerful Women"[122]
- 2016 – Inclusa nella lista "America's Richest Self-Made Women"
- 2017 – Inclusa nella lista "America's Richest Self-Made Women"
- 2019 – 71ª posizione nella lista "Most Powerful Women"[123]
- 2020 – 82ª posizione nella lista "Most Powerful Women"[124]
- 2021 – 78ª posizione nella lista "Most Powerful Women"[125]
- 2022 – 79ª posizione nella lista "Most Powerful Women"[126]
- 2023 – 5ª posizione nella lista "Most Powerful Women"[127]
- 2019 – 1ª posizione nella lista "The World's Highest-Paid Entertainers"
- 2022 – 9ª posizione nella lista "The World's 10 Highest Paid Entertainers"[128]
- 2019 – 71º posto nella lista "Most Powerful Women"
- 2020 – 82º posto nella lista "Most Powerful Women"
- 2021 – 78º posto nella lista "Most Powerful Women"
- 2022 – 79º posto nella lista "Most Powerful Women"
- 2023 – 5º posto nella lista "Most Powerful Women"
- 2019 – 1º posto nella lista "The World's Highest-Paid Entertainers"
- 2022 – 9º posto nella lista "The World's Highest-Paid Entertainers"
- 2016 – 60º posto nella lista "America's Richest Self-Made Women"[129]
- 2017 – 55º posto nella lista "America's Richest Self-Made Women"[130]
- 2018 – 60º posto nella lista "America's Richest Self-Made Women"[131]
- 2019 – 60º posto nella lista "America's Richest Self-Made Women"[132]
- 2020 – 63º posto nella lista "America's Richest Self-Made Women"[133]
- 2021 – Inclusa nella lista "America's Richest Self-Made Women"
- 2022 – Inclusa nella lista "America's Richest Self-Made Women"
- 2023 – 34ª posizione nella lista "America's Richest Self-Made Women"[134]
- 2024 – 24ª posizione nella lista "America's Richest Self-Made Women"[135]
- 2010 – 5ª posizione nella lista "The 12 Best-Paid Celebs Under 30"[136]
- 2011 – 5ª posizione nella lista "The Best-Paid Celebrities Under 30"[137]
- 2012 – 1ª posizione nella lista "Highest-Paid Celebrities Under 30"[138]
- 2013 – 3ª posizione nella lista "Top-Earning Celebs Under 30"[139]
- 2014 – 3ª posizione nella lista "Highest-Earning Celebrities Under 30"[140]
- 2019 – 2ª posizione nella lista "Top-Earning Musicians of the Decade"[141]
- 2023 – Inclusa nella lista "15 Iconic Christmas Pop Songs" per Christmas Tree Farm[142]
- 2024 – 14ª posizione nella lista "The World’s Celebrity Billionaires 2024"[143]

## Riconoscimenti diRolling Stone
- 2015 – 97ª posizione nella lista "100 Greatest Songwriters of All Time"
- 2017 – 80ª posizione nella lista "100 Greatest Country Artists of All Time"
- 2017 – 7ª posizione nella lista "50 Best Albums of 2017" per Reputation[144]
- 2017 – 20ª posizione nella lista "50 Best Songs of 2017" per Call It What You Want[145]
- 2017 – 3ª posizione nella lista "20 Best Pop Albums of 2017" per Reputation[146]
- 2017 – 2ª posizione nella lista "Rob Sheffield’s Top 20 Albums of 2017" per Reputation[147]
- 2017 – 1ª posizione nella lista "Rob Sheffield’s Top 25 Songs of 2017" per Delicate[148]
- 2018 – 29ª posizione nella lista "The 100 Greatest Songs of the Century – So Far" per All Too Well[149]
- 2018 – 18ª posizione nella lista "20 Songs for a Good Cause" per Ronan[150]
- 2018 – 12ª posizione nella lista "50 Best Songs of 2018" per Delicate[151]
- 2019 – Miglior momento nella lista "MTV VMAs 2019: 12 Best, Worst, WTF Moments" per Taylor Swift Keeps Calm, Carries On[152]
- 2019 – 4ª posizione nella lista "The 100 Best Albums of the 2010s" per Red[153]
- 2019 – 19ª posizione nella lista "The 100 Best Albums of the 2010s" per 1989
- 2019 – 5ª posizione nella lista "The 100 Best Songs of the 2010s" per All Too Well[154]
- 2019 – 58ª posizione nella lista "The 100 Best Songs of the 2010s" per New Romantics
- 2019 – 73ª posizione nella lista "The 100 Best Songs of the 2010s" per Blank Space
- 2019 – 4ª posizione nella lista "The 50 Best Albums of 2019" per Lover[155]
- 2019 – 4ª posizione nella lista "The 50 Best Songs of 2019" per Cruel Summer[156]
- 2019 – 10ª posizione nella lista "The Weird Music Moments of the 2010s We Can't Stop Thinking About" per Cranberry Sauce on the Table in Taylor’s Lover Video[157]
- 2019 – 1ª posizione nella lista "Rob Sheffield's Top 20 Albums of 2019" per Lover[158]
- 2019 – 4ª posizione nella lista "Rob Sheffield's Top 25 Songs of 2019" per Cruel Summer[159]
- 2019 – 1ª posizione nella lista "Rob Sheffield's 25 Best Albums of the 2010s" per Red[160]
- 2019 – 15ª posizione nella lista "Rob Sheffield's 25 Best Albums of the 2010s" per 1989
- 2019 – 4ª posizione nella lista "The Biggest Influences on Pop in the 2010s" per Country Taylor Swift[161]
- 2019 – 1ª posizione nella lista "Rob Sheffield's 50 Best Songs of the 2010s" per All Too Well[162]
- 2019 – 7ª posizione nella lista "Rob Sheffield's 50 Best Songs of the 2010s" per New Romantics
- 2020 – 99ª posizione nella lista "500 Greatest Albums of All Time" per Red[163]
- 2020 – 170ª posizione nella lista "500 Greatest Albums of All Time" per Folklore
- 2020 – 393ª posizione nella lista "500 Greatest Albums of All Time" per 1989
- 2020 – 11ª posizione nella lista "The 100 Greatest Debut Singles of All Time" per Tim McGraw[164]
- 2020 – 1ª posizione nella lista "The 50 Best Albums of 2020" per Folklore[165]
- 2020 – 5ª posizione nella lista "The 50 Best Songs of 2020" per August[166]
- 2020 – 1ª posizione nella lista "Rob Sheffield's Top 20 Albums of 2020" per Folklore[167]
- 2020 – 5ª posizione nella lista "Rob Sheffield's Top 20 Albums of 2020" per Evermore
- 2020 – Inclusa nella lista "The Best Pop Collaborations of 2020" per Taylor Swift & Aaron Dessner, Willow[168]
- 2020 – 4ª posizione nella lista "Rob Sheffield's Top 25 Songs of 2020" per Marjorie[169]
- 2021 – 67ª posizione nella lista "The 100 Greatest Music Videos" per Blank Space[170]
- 2021 – 69ª posizione nella lista "500 Greatest Songs of All Time" per All Too Well[171]
- 2021 – 357ª posizione nella lista "500 Greatest Songs of All Time" per Blank Space
- 2021 – 400ª posizione nella lista "500 Greatest Songs of All Time" per Cruel Summer
- 2021 – Inclusa nella lista "10 Great Songs You Didn't Know OneRepublic's Ryan Tedder Wrote" per I Know Places[172]
- 2021 – 2ª posizione nella lista "The 50 Best Songs of 2021" per All Too Well (10 Minute Version)[173]
- 2021 – 2ª posizione nella lista "Rob Sheffield's Top 20 Albums of 2021" per Red (Taylor’s Version)[174]
- 2021 – 1ª posizione nella lista "Rob Sheffield's Top 25 Songs of 2021" per All Too Well (10 Minute Version)[175]
- 2021 – 10ª posizione nella lista "Highest-Paid Musicians of 2021"[176]
- 2022 – 37ª posizione nella lista "The Best Summer Songs of All Time" per Cruel Summer[177]
- 2022 – 32ª posizione nella lista "100 Best Debut Albums of All Time" per Taylor Swift[178]
- 2022 – 10ª posizione nella lista "The 100 Greatest Country Albums of All Time" per Fearless[179]
- 2022 – 3ª posizione nella lista "The 100 Best Albums of 2022" per Midnights[180]
- 2022 – 4ª posizione nella lista "The 100 Best Songs of 2022" per Karma[181]
- 2022 – 59ª posizione nella lista "The 100 Best Songs of 2022" per Would’ve, Could’ve, Should’ve
- 2023 – 102ª posizione nella lista "The 200 Greatest Singers of All Time"[182]
- 2023 – 4ª posizione nella lista "The 30 Greatest Grammy Performances of All Time" per Cardigan, August, Willow[183]
- 2023 – Inclusa nella lista "The Best Songs of 2023 So Far" per Hits Different[184]
- 2023 – 23ª posizione nella lista "The 50 Most Inspirational LGBTQ Songs of All Time" per You Need to Calm Down[185]
- 2023 – 19ª posizione nella lista "The 100 Best Songs of 2023" per Is It Over Now?
- 2023 – 86ª posizione nella lista "The 100 Best Songs of 2023" per You’re Losing Me
- 2023 – 5ª posizione nella lista "Rob Sheffield’s Top 25 Songs of 2023" per Is It Over Now?[186]
- 2023 – 99ª posizione nella lista "The 500 Greatest Albums of All Time" per Red[187]
- 2023 – 170ª posizione nella lista "The 500 Greatest Albums of All Time" per Folklore
- 2023 – 393ª posizione nella lista "The 500 Greatest Albums of All Time" per 1989
- 2024 – Inclusa nella lista "The 10 Best Grammy Acceptance Speeches" per Taylor Swift (2016)[188]
- 2024 – Best nella lista "Grammys 2024: The Best, Worst, and Most WTF Moments" per Taylor Swift Makes History, and Some News[189]
- 2024 – 69ª posizione nella lista "The 500 Greatest Songs of All Time" per All Too Well[190]
- 2024 – 320ª posizione nella lista "The 500 Greatest Songs of All Time" per Blank Space
- 2024 – 400ª posizione nella lista "The 500 Greatest Songs of All Time" per Cruel Summer
- 2024 – 8ª posizione nella lista "Kelly Clarkson’s 20 Best Kellyoke Covers" per Clean[191]
- 2024 – Inclusa nella lista "The Ultimate Mother’s Day Playlist" per The Best Day[192]
- 2024 – 20ª posizione nella lista "The 200 Greatest Country Songs of All Time" per Mean[193]
- 2024 – 126ª posizione nella lista "The 200 Greatest Country Songs of All Time" per Tim McGraw[193]
- 2024 – Inclusa nella lista "The Best Albums of 2024 So Far" per The Tortured Poets Department[194]
- 2024 – Inclusa nella lista "The Best Songs of 2024 So Far" per Guilty As Sin?[195]
- 2024 – 83ª posizione nella lista "The 100 Best Album Covers of All Time" per Folklore[196]

## Riconoscimenti di Spotify
- 2018 – 4ª posizione nella lista "Most Streamed Female Artists"[197]
- 2018 – 3ª posizione nella lista "US Top Female Artists"[197]
- 2019 – 3ª posizione nella lista "Most Streamed Female Artists"[198]
- 2019 – 3ª posizione nella lista "U.S. Most Streamed 2019 Female Artists"[198]
- 2020 – 8ª posizione nella lista "Spotify’s Top 50 Artists of 2020"[199]
- 2020 – 2ª posizione nella lista "Spotify’s Top 50 Female Artists of 2020"[200]
- 2021 – 2ª posizione nella lista "Spotify’s Top 50 Artists of 2021"[201]
- 2021 – 2ª posizione nella lista "U.S. Most Streamed Artists"[202]
- 2021 – 1ª posizione nella lista "Spotify’s Top 50 Female Artists of 2021"[203]
- 2023 – 1ª posizione nella lista "Top 10 Artists Globally of 2023"[204]
- 2023 – 1ª posizione nella lista "U.S. Most-Streamed Artists of 2023"
- 2023 – 6ª posizione nella lista "Top 10 Songs Globally of 2023" per Cruel Summer
- 2023 – 10ª posizione nella lista "Top 10 Songs Globally of 2023" per Anti-Hero
- 2023 – 36ª posizione nella lista "Top Tracks of 2023" per Blank Space[205]
- 2023 – 6ª posizione nella lista "U.S. Most-Streamed Songs of 2023" per Cruel Summer
- 2023 – 10ª posizione nella lista "U.S. Most-Streamed Songs of 2023" per Anti-Hero
- 2023 – 2ª posizione nella lista "Top 10 Albums Globally of 2023" per Midnights
- 2023 – 7ª posizione nella lista "Top 10 Albums Globally of 2023" per Lover
- 2023 – 3ª posizione nella lista "U.S. Most-Streamed Albums of 2023" per Midnights
- 2023 – 6ª posizione nella lista "U.S. Most-Streamed Albums of 2023" per Lover
- 2023 – 8ª posizione nella lista "U.S. Most-Streamed Albums of 2023" per Folklore
- 2023 – 1ª posizione nella lista "The All-Time Top Tracks added to Break-Up Playlists on Spotify" per We Are Never Ever Getting Back Together
- 2023 – 2ª posizione nella lista "Top tracks including dinner-related picks" per Champagne Problems
- 2024 – Inclusa nella lista "Spotify's Songs of Summer 2024" per I Can Do It With A Broken Heart[206]

## Riconoscimenti di WatchMojo
- 2023 – 5ª posizione nella lista "Top 10 Best Pop Albums Of 2000s" per Fearless[207]
- 2024 – 5ª posizione nella lista "Top 10 Best Pop Albums Of 2010s" per 1989[208]
- 2024 – Menzione onorevole nella lista "Top 10 Songs That Are Impossible Not to Sing Along To" per Shake It Off[209]
- 2024 – 27ª posizione nella lista "Top 30 Most Important Moments In Music History" per Taylor Swift Releases Fearless (Taylor’s Version)[210]
- 2024 – Inclusa nella lista "20 Most Shocking Music Scandals" per Taylor Swift Masters Dispute[211]
- 2024 – 6ª posizione nella lista "Top 10 Stars Who Adopted Their Animal Co-Stars"[212]
- 2024 – 5ª posizione nella lista "Top 20 Times Celebs Shaded Their Ex" per Taylor Swift v. Joe Jonas[213]
- 2024 – 15ª posizione nella lista "Top 30 Best Wedding Songs Of All Time" per Lover[214]
- 2024 – 5ª posizione nella lista "10 Celebrities Who Turned Scandal Into Success"[215]
- 2024 – 1ª posizione nella lista "10 Celebs Who Hate Each Other" per Taylor Swift & Kanye West[216]
- 2024 – 26ª posizione nella lista "Top 30 Celebs Who Are Surprisingly Down To Earth"[217]

## Riconoscimenti di YouGov
- 2015 – 11ª posizione nella lista "World's most admired 2015 - Women"[218]
- 2015 – 12ª posizione nella lista "United States' most admired 2015 - Women"
- 2015 – 10ª posizione nella lista "Brazil's most admired 2015 - Women"
- 2015 – 4ª posizione nella lista "Singapore's most admired 2015 - Women"
- 2019 – 10ª posizione nella lista "Most-Admired Women"[219]
- 2020 – 9ª posizione nella lista "Most-Admired Women"[220]
- 2021 – 7ª posizione nella lista "Most-Admired Women"[221]
- 2024 – 8ª posizione nella lista "The Most Famous All-time Music Artists (Q1 2024) - All Adults"[222]
- 2024 – 15ª posizione nella lista "The Most Famous All-time Music Artists (Q1 2024) - Millennials"
- 2024 – 14ª posizione nella lista "The Most Famous All-time Music Artists (Q1 2024) - Generation X"
- 2024 – 14ª posizione nella lista "The Most Famous All-time Music Artists (Q1 2024) - Baby Boomers"
- 2024 – 6ª posizione nella lista "The Most Famous All-time Music Artists (Q1 2024) - Men"
- 2024 – 12ª posizione nella lista "The Most Famous All-time Music Artists (Q1 2024) - Women"
- 2024 – 135ª posizione nella lista "The Most Popular All-time Music Artists (Q1 2024) - All Adults"
- 2024 – 31ª posizione nella lista "The Most Popular All-time Music Artists (Q1 2024) - Millennials"
- 2024 – 308ª posizione nella lista "The Most Popular All-time Music Artists (Q1 2024) - Generation X"
- 2024 – 418ª posizione nella lista "The Most Popular All-time Music Artists (Q1 2024) - Baby Boomers"
- 2024 – 222ª posizione nella lista "The Most Popular All-time Music Artists (Q1 2024) - Men"
- 2024 – 81ª posizione nella lista "The Most Popular All-time Music Artists (Q1 2024) - Women"

## Riconoscimenti di altri editori
- Riconoscimenti di ABC
  - 2013 – 9ª posizione nella lista "30 Greatest Women in Music"[223]
  - 2014 – Inclusa nella lista "Barbara Walters' 10 Most Fascinating People"[224]
- Riconoscimenti di Amazon Music
  - 2019 – 1ª posizione nella lista "Most First-Day Streams on Amazon Music" per Me![225]
  - 2019 – 1ª posizione nella lista "Most First-Day Alexa Requests on Amazon Music" per Me![225]
  - 2019 – 1ª posizione nella lista "Most First-Week Streams on Amazon Music" per Me![226]
  - 2019 – 1ª posizione nella lista "Top Album Debut on Amazon Music" per Lover[227]
  - 2020 – 2ª posizione nella lista "Top Album Debut on Amazon Music"[228] per Folklore
  - 2020 – 3ª posizione nella lista "Top Album Debut on Amazon Music" per Evermore
  - 2022 – 1ª posizione nella lista "Most First-Day Album Streams Globally on Amazon Music" per Midnights[229]
  - 2022 – 1ª posizione nella lista "Most First-Week Streams for a New Album Globally" per Midnights[230]
  - 2023 – 1ª posizione nella lista "Most First-Day Album Streams worldwide" per 1989 (Taylor's Version)[231]
  - 2024 – 2ª posizione nella lista "Top Artists on Amazon Music during Super Bowl LVIII"[232]
  - 2024 – 1ª posizione nella lista "Most streamed Album in its First Week on Amazon Music Globally" per The Tortured Poets Department[233]
- Riconoscimenti di Apple (iTunes)
  - 2014 – "Best Album" per 1989[234]
  - 2014 – "Best Pop" per 1989
- Riconoscimenti di Apple Music
  - 2022 – 15ª posizione nella lista "Top 100 2022: Most-Read Lyrics"[235] per All Too Well (10 Minute Version)
  - 2022 – 70ª posizione nella lista "Top 100 2022: Most-Read Lyrics" per Enchanted
  - 2022 – 82ª posizione nella lista "Top 100 2022: Spatial Audio"[236] per All Too Well (10 Minute Version)
  - 2023 – 6ª posizione nella lista "Top Songs of 2023 Global"[237] per Anti-Hero
  - 2023 – 15ª posizione nella lista "Top Songs of 2023 Global" per Cruel Summer
  - 2023 – 49ª posizione nella lista "Top Songs of 2023 Global" per Lavender Haze
  - 2023 – 68ª posizione nella lista "Top Songs of 2023 Global" per Lover
  - 2023 – 74ª posizione nella lista "Top Songs of 2023 Global" per Karma
  - 2023 – 83ª posizione nella lista "Top Songs of 2023 Global" per Bejeweled
  - 2023 – 94ª posizione nella lista "Top Songs of 2023 Global" per Blank Space
  - 2023 – 18ª posizione nella lista "Top Songs of 2023: USA"[238] per Anti-Hero
  - 2023 – 44ª posizione nella lista "Top Songs of 2023: USA" per Cruel Summer
  - 2023 – 83ª posizione nella lista "Top Songs of 2023: USA" per Lavender Haze
  - 2023 – 33ª posizione nella lista "Top 100 2023: Shazam"[239] per Anti-Hero
  - 2023 – 8ª posizione nella lista "Top 100 2023: Sing"[240] per Anti-Hero
  - 2023 – 12ª posizione nella lista "Top 100 2023: Sing" per Cruel Summer
  - 2023 – 31ª posizione nella lista "Top 100 2023: Sing" per Blank Space
  - 2023 – 39ª posizione nella lista "Top 100 2023: Sing" per Cardigan
  - 2023 – 50ª posizione nella lista "Top 100 2023: Sing" per Shake It Off
  - 2023 – 57ª posizione nella lista "Top 100 2023: Sing" per Lavender Haze
  - 2023 – 67ª posizione nella lista "Top 100 2023: Sing" per Lover
  - 2023 – 72ª posizione nella lista "Top 100 2023: Sing" per All Too Well (10 Minute Version)
  - 2023 – 85ª posizione nella lista "Top 100 2023: Sing" per Style
  - 2023 – 93ª posizione nella lista "Top 100 2023: Sing" per Love Story
  - 2023 – 6ª posizione nella lista "Top 100 2023: Most-Read Lyrics"[241] per Anti-Hero
  - 2023 – 9ª posizione nella lista "Top 100 2023: Most-Read Lyrics" per Cruel Summer
  - 2023 – 34ª posizione nella lista "Top 100 2023: Most-Read Lyrics" per Lavender Haze
  - 2023 – 39ª posizione nella lista "Top 100 2023: Most-Read Lyrics" per Lover
  - 2023 – 40ª posizione nella lista "Top 100 2023: Most-Read Lyrics" per Karma
  - 2023 – 47ª posizione nella lista "Top 100 2023: Most-Read Lyrics" per Blank Space
  - 2023 – 54ª posizione nella lista "Top 100 2023: Most-Read Lyrics" per Cardigan
  - 2023 – 56ª posizione nella lista "Top 100 2023: Most-Read Lyrics" per Snow On The Beach
  - 2023 – 66ª posizione nella lista "Top 100 2023: Most-Read Lyrics" per Bejeweled
  - 2023 – 77ª posizione nella lista "Top 100 2023: Most-Read Lyrics" per Style
  - 2023 – 86ª posizione nella lista "Top 100 2023: Most-Read Lyrics" per Enchanted
  - 2023 – 90ª posizione nella lista "Top 100 2023: Most-Read Lyrics" per All Too Well (10 Minute Version)
  - 2023 – 5ª posizione nella lista "Top 100 2023: Spatial Audio"[242] per Anti-Hero
  - 2023 – 11ª posizione nella lista "Top 100 2023: Spatial Audio" per Cruel Summer
  - 2023 – 36ª posizione nella lista "Top 100 2023: Spatial Audio" per Lavender Haze
  - 2023 – 50ª posizione nella lista "Top 100 2023: Spatial Audio" per Lover
  - 2023 – 53ª posizione nella lista "Top 100 2023: Spatial Audio" per Karma
  - 2023 – 62ª posizione nella lista "Top 100 2023: Spatial Audio" per Bejeweled
  - 2023 – 81ª posizione nella lista "Top 100 2023: Spatial Audio" per Snow On The Beach
- Riconoscimenti di Associated Press
  - 2010 – 6ª posizione nella lista "Top Albums of 2010" per Speak Now[243]
  - 2012 – 2ª posizione nella lista "Top Albums of 2012 (second list)" per Red[244]
  - 2017 – 5ª posizione nella lista "Top Albums of 2017" per Reputation[245]
  - 2019 – 14ª posizione nella lista "Top Albums of the Decade" per 1989[246]
  - 2020 – 8ª posizione nella lista "Top Albums of 2020" per Folklore[247]
- Riconoscimenti di The A.V. Club
  - 2023 – 44ª posizione nella lista "The 50 greatest music videos of all time" per Blank Space[248]
- Riconoscimenti di Bloomberg
  - 2018 – Inclusa nella lista "Bloomberg 50"[249]
- Riconoscimenti di Brandwatch
  - 2018 – 1ª posizione nella lista "Most Influential People on Twitter"[250]
  - 2019 – 1ª posizione nella lista "Most Influential People on Twitter"[251]
  - 2020 – 3ª posizione nella lista "Most Influential People on Twitter"[252]
  - 2021 – 1ª posizione nella lista "Most Influential People on Twitter"[253]
  - 2022 – 2ª posizione nella lista "Most Influential People on Twitter"[254]
  - 2023 – 7ª posizione nella lista "Favorite pop culture costumes"[255]
  - 2023 – 7ª posizione nella lista "The Most Followed Accounts on X (formerly Twitter)"[256]
  - 2024 – 15ª posizione nella lista "The Top 20 Most Followed Instagram Accounts"[257]
- Riconoscimenti di Business Insider
  - 2019 – 1ª posizione nella lista "The 10 Highest-Paid Female Singers of 2019[258]
  - 2019 – 5ª posizione nella lista "The 113 best songs of the past decade"[259] per All Too Well
  - 2019 – 29ª posizione nella lista "The 113 best songs of the past decade" per Style
  - 2019 – 89ª posizione nella lista "The 113 best songs of the past decade" per Delicate
  - 2019 – 104ª posizione nella lista "The 113 best songs of the past decade" per Lover
  - 2019 – 1ª posizione nella lista "The 15 best albums of the decade"[260] per Red
  - 2019 – 13ª posizione nella lista "The 15 best albums of the decade" per 1989
  - 2019 – Inclusa nella lista "Artists of the Decade[261]
  - 2024 – 2ª posizione nella lista "The 50 best breakup songs of the 21st century"[262] per All Too Well (10 Minute Version)
  - 2024 – 19ª posizione nella lista "The 50 best breakup songs of the 21st century" per Dear John
  - 2024 – 37ª posizione nella lista "The 50 best breakup songs of the 21st century" per The 1
- Riconoscimenti di Bustle
  - 2021 – 5ª posizione nella lista "These 10 GOATS Are Paving The Way In Their Respective Fields"[263]
- Riconoscimenti di China Daily
  - 2010 – 5ª posizione nella lista "Top 10 Hottest Celebrities of 2009"[264]
- Riconoscimenti di Cleveland.com
  - 2019 – Inclusa nella lista "Biggest pop star in the world, every year since 1979" per gli anni 2009, 2014 e 2015[265]
  - 2019 – 2ª posizione nella lista "Greatest Artist of All Time in Every Music Genre: The Definitive List - Pop"[266]
- Riconoscimenti di CNN
  - 2019 – Inclusa nella lista "The 10 Artists Who Transformed Music in the 2010s"[267]
- Riconoscimenti di Complex
  - 2012 – 64ª posizione nella lista "The 100 Hottest Female Singers of All Time"[268]
- Riconoscimenti di Country 102.5
  - 2024 – 7ª posizione nella lista "Top 20 Female Country Singers Of All Time"[269]
- Riconoscimenti di Coup De Main Magazine[270]
  - 2020 – 2ª posizione nella lista "The Best Albums Of 2020" per Folklore
  - 2020 – Inclusa nella lista "The Best Songs Of 2020" per My Tears Ricochet
  - 2022 – 9ª posizione nella lista "The Best Albums Of 2022" per Midnights (3am Edition)
  - 2022 – Inclusa nella lista "The Best Songs Of 2022" per Would've, Could've, Should've
  - 2023 – Inclusa nella lista "The Best Songs Of 2023" per Now That We Don't Talk
  - 2024 – Inclusa nella lista "The Best Songs Of 2024 (so far)" per Guilty As Sin?
- Riconoscimenti di DoSomething.org
  - 2010 – 3ª posizione nella lista "Celebs Gone Good list"[271]
  - 2011 – 20ª posizione nella lista "Celebs Gone Good list"[272]
  - 2012 – 1ª posizione nella lista "Celebs Gone Good list"[273]
  - 2013 – 1ª posizione nella lista "Celebs Gone Good list"[274]
  - 2014 – 1ª posizione nella lista "Celebs Gone Good list"[275]
  - 2015 – 1ª posizione nella lista "Celebs Gone Good list"[276]
  - 2016 – 3ª posizione nella lista "Celebs Gone Good list"[277]
- Riconoscimenti di Entertainment Weekly
  - 2019 – Inclusa nella lista "Entertainers of the Year"[278]
  - 2020 – Inclusa nella lista "Entertainers of the Year"[279]
  - 2023 – Inclusa nella lista "Entertainers of the Year"[280]
- Riconoscimenti di Elle Canada
  - 2022 – Inclusa nella lista "100 Women That Are Changing the World"[281]
- Riconoscimenti di Entertainment Weekly
  - 2010 – 24ª posizione nella lista "The Power List: The 50 Most Powerful Entertainers"[282]
  - 2015 – Inclusa nella lista "EW Entertainers of the Year 2015"[283]
  - 2019 – Inclusa nella lista "EW Entertainers of the Year 2019"[284]
  - 2020 – Inclusa nella lista "EW Entertainers of the Year 2020"[285]
  - 2023 – Inclusa nella lista "EW Entertainers of the Year 2023"[286]
- Riconoscimenti di Financial Times
  - 2020 – Inclusa nella lista "Most Influential Women"[287]
- Riconoscimenti di Fortune
  - 2015 – 6ª posizione nella lista "40 Under 40"
  - 2015 – 51ª posizione nella lista "Most Powerful Women"[288]
  - 2015 – 6ª posizione nella lista "World's Greatest Leaders"[289]
- Riconoscimenti di Genius
  - 2019 – 21ª posizione nella lista "The Genius Community’s 100 Best Albums of the 2010s"[290] per 1989
  - 2019 – 73ª posizione nella lista "The Genius Community’s 100 Best Albums of the 2010s" per Red
- Riconoscimenti di Glamour
  - 2019 – Inclusa nella lista "104 Women Who Defined the Decade in Pop Culture"[291]
- Riconoscimenti di Google
  - 2019 – 1ª posizione nella lista "Most-Searched-For Women in Music"[292]
  - 2023 – 1ª posizione nella lista "Most searched songwriter of all time on Google"[293]
- Riconoscimenti di GQ
  - 2024 – Inclusa nella lista "The 15 most essential pop albums of the 21st century" per 1989[294]
- Riconoscimenti di The Hollywood Reporter
  - 2022 – Inclusa nella lista "Women in Entertainment Power 100"[295]
  - 2023 – Inclusa nella lista "Women in Entertainment Power 100"[296]
  - 2023 – Inclusa nella lista "25 Platinum Players in Music"[297]
- Riconoscimenti di iHeartRadio Canada
  - 2019 – Inclusa nella lista "Icons of the Decade"[298]
- Riconoscimenti di The Independent
  - 2020 – Inclusa nella lista "50 women who broke barriers in the music industry"[299]
- Riconoscimenti di Insider
  - 2019 – Inclusa nella lista "The 20 top artists of the decade"[300]
  - 2022 – Inclusa nella lista "Most Iconic Record-Breaking Songs in Music History" per All Too Well (Taylor's Version)[301]
- Riconoscimenti di Jaxsta
  - 2022 – 6ª posizione nella lista "The Jaxsta Honors List: Producers"[302]
  - 2023 – 4ª posizione nella lista "The Jaxsta Honors List: Producers"[303]
- Riconoscimenti di Lebanon Daily News
  - 2020 – Inclusa nella lista "Women of the Century Pennsylvania"[304]
- Riconoscimenti di Los Angeles Times
  - 2022 – 9ª posizione nella lista "The 100 best songs of 2022" per Anti-Hero[305]
  - 2024 – Inclusa nella lista "The 24 best songs of 2024 so far" per But Daddy I Love Him[306]
- Riconoscimenti di MarketWatch
  - 2023 – Inclusa nella lista "MarketWatch 50"[307]
- Riconoscimenti di Maxim
  - 2015 – 1ª posizione nella lista "Maxim's Hottest 100 List"[308]
  - 2023 – Inclusa nella lista "Maxim Hot 100"[309]
- Riconoscimenti di Most Requested Live
  - 2023 – 3ª posizione nella lista "Top 10 Most Requested Songs of 2022" per Anti-Hero[310]
- Riconoscimenti di Nashville Lifestyles
  - 2020 – Inclusa nella lista "Most Fascinating People"[311]
- Riconoscimenti di Next Luxury
  - 2022 – Inclusa nella lista "20 of the Most Popular Female Singers of All Time"[312]
- Riconoscimenti di NME
  - 2019 – 31ª posizione nella lista "The Best Albums of The Decade: The 2010s" per 1989[313]
  - 2019 – 19ª posizione nella lista "The Best Songs Of The Decade: The 2010s" per Shake It Off[314]
  - 2023 – 16ª posizione nella lista "The 20 best films of 2023" per Taylor Swift: The Eras Tour[315]
- Riconoscimenti di NPR
  - 2017 – 99ª posizione nella lista "The 150 Greatest Albums Made By Women" per Fearless[316]
  - 2018 – 141ª posizione nella lista "The 200 Greatest Songs By 21st Century Women" per You Belong With Me[317]
  - 2018 – 5ª posizione nella lista "The 21st Century's Most Influential Women Musicians"[318]
- Riconoscimenti di Official Charts Company
  - 2024 – 4ª posizione nella lista "The UK's Official most-streamed country songs of all time" per Love Story[319]
- Riconoscimenti di Parade
  - 2019 – Inclusa nella lista "The Best Running Songs for Your Workout Playlist" per Bad Blood[320]
  - 2019 – 42ª posizione nella lista "50 Best Songs of the 2010s That We'll Be Listening to For Decades to Come" per All Too Well[321]
  - 2023 – 16ª posizione nella lista "40 Songs That Scream Female Empowerment" per The Man[322]
  - 2023 – 24ª posizione nella lista "The 102 Best Music Videos of All Time" per Look What You Made Me Do[323]
  - 2023 – 50ª posizione nella lista "101 Best Country Songs of All Time" per Mean[324]
  - 2023 – 75ª posizione nella lista "101 Best Country Songs of All Time" per Tim McGraw
  - 2023 – 86ª posizione nella lista "101 Best Country Songs of All Time" per Love Story
  - 2023 – 97ª posizione nella lista "101 Best Country Songs of All Time" per Our Song
- Riconoscimenti di Paste
  - 2019 – 6ª posizione nella lista "The 30 Best Pop Albums of the 2010s" per 1989[325]
  - 2022 – Menzione onorevole nella lista "The 10 Albums We’re Most Excited About in October" per Midnights[326]
  - 2022 – 22ª posizione nella lista "The 25 Best Songs About New York City per Welcome to New York[327]
  - 2022 – 40ª posizione nella lista "The 50 Best Albums of 2022" per Midnights[328]
  - 2022 – 14ª posizione nella lista "The 50 Best Songs of 2022" per Anti-Hero[329]
  - 2023 – 3ª posizione nella lista "The 10 Best Music Documentaries on Netflix" per Miss Americana[330]
  - 2023 – 67ª posizione nella lista "The 100 Greatest Debut Albums of All Time" per Taylor Swift[331]
  - 2024 – 171ª posizione nella lista "The 300 Greatest Albums of All Time" per Red[332]
- Riconoscimenti di Pazz & Jop (Dean's List)[333]
  - 2008 – 52ª posizione nella lista "Albums" per Fearless
  - 2009 – 5ª posizione nella lista "Singles" per You Belong With Me
  - 2010 – 71ª posizione nella lista "Albums" per Speak Now
  - 2012 – 23ª posizione nella lista "Albums" per Red
  - 2014 – 36ª posizione nella lista "Albums" per 1989
  - 2019 – 42ª posizione nella lista "Albums" per Lover
  - 2020 – 20ª posizione nella lista "Albums" per Evermore
- Riconoscimenti di People
  - 2019 – Inclusa nella lista "People of the Year"[334]
  - 2022 – Inclusa nella lista "15 Women Changing the Music Industry Today"[335]
  - 2023 – 1ª posizione nella lista "Most Intriguing People of the Year"[336]
- Riconoscimenti di Pitchfork
  - 2019 – 57ª posizione nella lista "The 200 Best Songs of the 2010s" per All Too Well[337]
  - 2019 – 59ª posizione nella lista "The 200 Best Albums of the 2010s" per Red[338]
  - 2021 – Inclusa nella lista "The 200 Most Important Artists of Pitchfork's First 25 Years"[339]
- Riconoscimenti di The Post
  - 2019 – Inclusa nella lista "The 8 Most Influential Musicians of the 2010s"[340]
- Riconoscimenti di Refinery29
  - 2019 – Inclusa nella lista "29 Songs That Defined Us In The The 2010s" per 22[341]
  - 2021 – Inclusa nella lista "33 Songs For Your Mother’s Day 2021 Playlist" per The Best Day (Taylor's Version)[342]
  - 2021 – Inclusa nella lista "35 Songs To Heat Up Your Memorial Day Weekend Playlist" per Gasoline (HAIM ft. Taylor Swift)[343]
  - 2022 – Inclusa nella lista "The Best Love Songs, Picked By Artists From Gen X To Gen Z" per Invisible String[344]
- Riconoscimenti di Rolling Stone India
  - 2019 – 35ª posizione nella lista "Top 50 Albums of the Decade" per Red[345]
  - 2019 – 25ª posizione nella lista "Top 50 Tracks of 2019" per Soon You’ll Get Better[346]
  - 2021 – 1ª posizione nella lista "The 21 Best Albums Of 2021: Best “Deluxe/Bonus/Special Edition” Album" per Red (Taylor's Version)[347]
  - 2022 – Menzione onorevole nella lista "10 Iconic Feminist Anthems" per The Man[348]
  - 2022 – Inclusa nella lista "8 Perfect Album Closers – Women’s History Month Edition" per Begin Again[349]
- Riconoscimenti di Seattle Times
  - 2008 – 7ª posizione nella lista "The Top 10 CDs of 2008" per Fearless[350]
- Riconoscimenti di SheKnows
  - 2023 – Inclusa nella lista "Best-Dressed Celebrities at the 2023 Grammys" per Taylor Swift in Roberto Cavalli[351]
- Riconoscimenti di Slant Magazine
  - 2019 – 10ª posizione nella lista "The 100 Best Albums of the 2010s" per 1989[352]
  - 2019 – 88ª posizione nella lista "The 100 Best Albums of the 2010s" per Reputation
- Riconoscimenti di Smooth Country
  - 2020 – 8ª posizione nella lista "Smooth Country Icons"[353]
  - 2021 – 1ª posizione nella lista "Smooth Country Icons"[354]
  - 2022 – 10ª posizione nella lista "Smooth Country Icons"[355]
  - 2023 – 16ª posizione nella lista "Smooth Country Icons"[356]
- Riconoscimenti di Spin
  - 2015 – 147ª posizione nella lista "The 300 Best Albums of the Past 30 Years (1985-2014)" per Speak Now[357]
  - 2020 – 37ª posizione nella lista "The 101 Best Albums of the 2010s" per Speak Now[358]
  - 2020 – 12ª posizione nella lista "The 30 Best Songs of 2020" per Exile[359]
  - 2021 – Inclusa nella lista "The Albums and Songs We Loved in 2021" per All Too Well (10 Minute Version)[360]
  - 2021 – Inclusa nella lista "The Albums and Songs We Loved in 2021" per Nothing New
  - 2021 – Inclusa nella lista "The Albums and Songs We Loved in 2021" per Red (Taylor’s Version)
  - 2022 – Inclusa nella lista "10 Chart-Toppers That Sample or Pull From Past No. 1s" per Look What You Made Me Do[361]
  - 2023 – Inclusa nella lista "Musical Moment of the Year" per Taylor Swift Conquering the World[362]
- Riconoscimenti di Spinditty
  - 2023 – 13ª posizione nella lista "500 Best Female Singers of All Time"[363]
  - 2024 – 5ª posizione nella lista "100 Best Acoustic Songs of the 2000s" per White Horse[364]
  - 2024 – 14ª posizione nella lista "100 Best Acoustic Songs of the 2000s" per Teardrops on My Guitar
  - 2024 – 44ª posizione nella lista "100 Best Acoustic Songs of the 2000s" per Breathe
  - 2024 – 86ª posizione nella lista "100 Best Acoustic Songs of the 2000s" per Two Is Better Than One (con Boys Like Girls)
  - 2024 – Menzione onorevole nella lista "100 Best Acoustic Songs of the 2000s" per Fifteen
  - 2024 – Menzione onorevole nella lista "100 Best Acoustic Songs of the 2000s" per Crazier
  - 2024 – Menzione onorevole nella lista "100 Best Acoustic Songs of the 2000s" per Tim McGraw
  - 2024 – 18ª posizione nella lista "45 Songs With “No” in the Title" per Should've Said No[365]
  - 2024 – 19ª posizione nella lista "45 Songs With “No” in the Title" per No Body, No Crime
  - 2024 – 53ª posizione nella lista "73 Songs About Feeling Lost" per Breathe[366]
  - 2024 – 2ª posizione nella lista "100 Best Songs With “Now” in the Title" per Is It Over Now?[367]
  - 2024 – 45ª posizione nella lista "79 Songs That Mention Neon" per "Slut!"[368]
  - 2024 – 1ª posizione nella lista "100 Best Songs with "Ready" in the Title" per …Ready for It?[369]
  - 2024 – 7ª posizione nella lista "56 Songs About the Beach" per Snow on the Beach[370]
  - 2024 – 19ª posizione nella lista "69 Songs About Mistakes" per Back To December[371]
  - 2024 – 26ª posizione nella lista "69 Songs About Mistakes" per Blank Space
- Riconoscimenti di Stereogum
  - 2019 – 10ª posizione nella lista "The 100 Best Albums Of The 2010s" per Red[372]
  - 2019 – 69ª posizione nella lista "The 100 Best Albums Of The 2010s" per 1989
  - 2019 – 24ª posizione nella lista "The 200 Best Songs Of The 2010s" per All Too Well[373]
  - 2019 – 49ª posizione nella lista "The 200 Best Songs Of The 2010s" per Blank Space
  - 2019 – 71ª posizione nella lista "The 200 Best Songs Of The 2010s" per We Are Never Ever Getting Back Together
- Riconoscimenti di Stylist
  - 2017 – Inclusa nella lista "50 female pop pioneers"[374]
- Riconoscimenti di The Sunday Times
  - 2022 – 16ª posizione nella lista "21 best songs of the 21st century" per Blank Space[375]
  - 2023 – 14ª posizione nella lista "The best 20 solo singers of this century"[376]
- Riconoscimenti di Tampa Bay Times
  - 2019 – 1ª posizione nella lista "Best Songwriter of the 2010s"[377]
- Riconoscimenti di Teen Vogue
  - 2009 – 14ª posizione nella lista "Best Dressed Celebrities of 2009"[378]
  - 2009 – 11ª posizione nella lista "The top 20 most searched celebrities on TeenVogue.com"[379]
- Riconoscimenti di Tidal
  - 2020 – Inclusa nella lista "Songs of the Year 2020" per Exile
  - 2022 – Inclusa nella lista "Best Songs of 2022" per Anti-Hero
  - 2023 – Inclusa nella lista "Best Songs of 2023 So Far" per The Alcott
  - 2023 – Inclusa nella lista "Best Songs of 2023" per Is It Over Now?
  - 2024 – Inclusa nella lista "Best Songs of 2024 So Far" per Florida!!!
- Riconoscimenti di Time
  - 2010 – Inclusa nella lista Time 100
  - 2015 – Inclusa nella lista Time 100
  - 2017 – Persona dell'anno del Time come Silence Breakers
  - 2019 – Inclusa nella lista Time 100
  - 2023 – Persona dell'anno del Time
- Riconoscimenti di Time Out
  - 2023 – 4ª posizione nella lista "The 45 best pop songs" per Hits Different[380]
  - 2023 – 52ª posizione nella lista "The 65 best Christmas songs of all time" per 'Tis The Damn Season[381]
- Riconoscimenti di The Guardian
  - 2013 – 5ª posizione nella lista "The 100 most popular musicians on Twitter"[382]
  - 2019 – 89ª posizione nella lista "The 100 best albums of the 21st century" per 1989[383]
- Riconoscimenti di The Independent
  - 2020 – Inclusa nella lista "50 women who broke barriers in the music industry"[384]
- Riconoscimenti di The Daily Telegraph
  - 2018 – 16ª posizione nella lista "The 60 greatest female singer-songwriters of all time"[385]
- Riconoscimenti di The Times
  - 2023 – 14ª posizione nella lista "The best 20 solo singers of this century"[386]
- Riconoscimenti di Tumblr
  - 2016 – 1ª posizione nella lista "Tumblr’s 2016 Year-End Charts: Solo Artists"[387]
  - 2016 – 10ª posizione nella lista "Tumblr’s 2016 Year-End Charts: Albums" per 1989
  - 2022 – 1ª posizione nella lista "Solo Acts"[388]
  - 2022 – 1ª posizione nella lista "Artist of the Year"[389]
- Riconoscimenti di uDiscover Music
  - 2021 – 20ª posizione nella lista "Best Female Songwriters: An Essential Top 25 Countdown"[390]
- Riconoscimenti di Uproxx
  - 2019 – 3ª posizione nella lista "The Best Albums Of The 2010s" per Red[391]
  - 2019 – 34ª posizione nella lista "The Best Albums Of The 2010s" per 1989
  - 2019 – 10ª posizione nella lista "The Best Songs Of The 2010s" per All Too Well[392]
  - 2019 – 72ª posizione nella lista "The Best Songs Of The 2010s" per Blank Space
  - 2022 – Inclusa nella lista "The Best Pop Albums Of 2022" per Midnights[393]
  - 2022 – Inclusa nella lista "The Best Songs Of 2022" per Lavender Haze[394]
  - 2024 – Inclusa nella lista "The Best Songs Of 2024 So Far" per The Black Dog[395]
- Riconoscimenti di USA Today
  - 2019 – Inclusa nella lista "10 songs that defined the 2010s in music" per Shake It Off[396]
  - 2020 – Inclusa nella lista "Best musicians of the 2010s"[397]
  - 2020 – Inclusa nella lista "Women of the Century: Pennsylvania"[398]
- Riconoscimenti di Variety
  - 2014 – Inclusa nella lista "Music City Impact"[399]
  - 2014 – Inclusa nella lista "Hollywood's New Leaders (Creative)"[400]
  - 2015 – Inclusa nella lista "Women's Impact"
  - 2017 – Inclusa nella lista "Variety500: The 500 Most Important People in Global Media"
  - 2018 – Inclusa nella lista "Variety500: The 500 Most Important People in Global Media"
  - 2019 – Inclusa nella lista "Variety500: The 500 Most Important People in Global Media"
  - 2020 – Inclusa nella lista "Variety500: The 500 Most Important People in Global Media"
  - 2020 – 9ª posizione nella lista "The Best Songs of 2020" per Mirrorball[401]
  - 2021 – Inclusa nella lista "Variety500: The 500 Most Important People in Global Media"
  - 2021 – 1ª posizione nella lista "The Best Songs of 2021" per All Too Well (10 Minute Version)[402]
  - 2022 – Inclusa nella lista "2022 MTV VMAs Red Carpet: most-discussed looks of the night"[403]
  - 2022 – Inclusa nella lista "Variety500: The 500 Most Important People in Global Media"
  - 2022 – Inclusa nella lista "Variety Power of Women"
  - 2023 – 17ª posizione nella lista "The Best Songs of 2023" per You're Losing Me[404]
  - 2024 – Inclusa nella lista "The 20 Best Albums of 2024 (So Far)" per The Tortured Poets Department[405]
- Riconoscimenti di Vevo
  - 2020 – 8ª posizione nella lista "UK Top 10 Artists"[406]
  - 2020 – 10ª posizione nella lista "US Most Watched Pop Videos" per The Man[407]
  - 2021 – 6ª posizione nella lista "Global Top 10 Artists"[408]
  - 2021 – 5ª posizione nella lista "US Top 10 Artists"
  - 2021 – 5ª posizione nella lista "UK Top 10 Artists"[409]
  - 2022 – 4ª posizione nella lista "Global Top 10 Artists"[410]
  - 2022 – 4ª posizione nella lista "US Top 10 Artists"
  - 2023 – 3ª posizione nella lista "Global Top 10 Artists"[411]
  - 2023 – 1ª posizione nella lista "US Top 10 Artists"
  - 2023 – 1ª posizione nella lista "UK Top 10 Artists"[412]
- Riconoscimenti di VH1
  - 2011 – 50ª posizione nella lista "VH1's 100 Greatest Songs of the '00s" per You Belong With Me[413]
  - 2012 – Inclusa nella lista "VH1's 100 Greatest Women In Music"[414]
  - 2013 – Inclusa nella lista "VH1's 100 Sexiest Artists"[415]
- Riconoscimenti di Vogue
  - 2022 – 3ª posizione nella lista "The Best Beauty Looks From the MTV VMAs 2022" per Taylor Swift in Oscar de la Renta[416]
- Riconoscimenti di Vogue India
  - 2022 – 2ª posizione nella lista "Vogue India's best-dressed list from the 2022 MTV VMA red carpet" per Taylor Swift in Oscar de la Renta[417]
- Riconoscimenti di Vogue Singapore
  - 2022 – 1ª posizione nella lista "The best red carpet looks from the MTV VMAs 2022" per Taylor Swift in Oscar de la Renta[418]
- Riconoscimenti di Wired
  - 2019 – Inclusa nella lista "The 10 Best Artists of the 2010s"[419]
- Riconoscimenti di YardBarker
  - 2022 – 21ª posizione nella lista "Songs that defined 2022" per Anti-Hero[420]
- Riconoscimenti di YPulse
  - 2019 – 1ª posizione nella lista "The 17 Musicians Gen Z & Millennials Say Represent Their Generations"[421]